# Coppa Sabatini 1967
La Coppa Sabatini 1967, sedicesima edizione della corsa, si svolse il 7 ottobre 1967 su un percorso di 236 km. La vittoria fu appannaggio dell'italiano Michele Dancelli, che completò il percorso in 6h07'00", precedendo i connazionali Franco Bitossi e Luciano Armani.

## Ordine d'arrivo (Top 10)
| Pos. | Corridore         | Squadra        | Tempo    |
| ---- | ----------------- | -------------- | -------- |
| 1    | Michele Dancelli  | Vittadello     | 6h07'00" |
| 2    | Franco Bitossi    | Filotex        | s.t.     |
| 3    | Luciano Armani    | Salamini-Luxor | s.t.     |
| 4    | Eraldo Bocci      | Germanvox-Wega | s.t.     |
| 5    | Adriano Passuello | Molteni        | s.t.     |
| 6    | Luciano Galbo     | Max Meyer      | s.t.     |
| 7    | Luciano Soave     | Salamini-Luxor | s.t.     |
| 8    | Renato Laghi      | Germanvox-Wega | s.t.     |
| 9    | Carlo Brunetti    | Germanvox-Wega | s.t.     |
| 10   | Bruno Mealli      | Salamini-Luxor | a 0'10"  |